# Josep Maria Fonalleras i Codony
Josep Maria Fonalleras i Codony (Girona, 1959) és un escriptor català.
Es va llicenciar en Filologia Catalana i treballa a l'Administració pública. Col·labora amb diaris com El Periódico, i El Punt Avui. En literatura, ha conreat la novel·la, el conte i el teatre, tant per a un públic adult com per a joves.
L'any 2020 publica el seu primer llibre de poemes, L'estiuejant (Ed. Vitel·la).

## Obra

### Narrativa
- 1985 El rei del mambo
- 1985 El doctor Livingstone, suposo
- 1988 Botxenski i companyia
- 1990 Avaria
- 1990 El secret de l'arxiu (amb Miquel Fañanàs)
- 1991 Golf
- 1991 Interior de balena
- 1998 La millor guerra del món
- 2001 Salt, a quatre mans (amb Miquel Berga, Jordi Soler, Bel Bosck)
- 2001 August & Gustau
- 2003 Llarga vista, narrativa 1982-2002
- 2003 Itinerari recomanat
- 2003 Attendez-moi (dibuixos de Leonard Beard)
- 2005 Sis homes
- 2007 Un any de divorciat
- 2013 Climent
- 2015 La sala d'estar és un camp de futbol[2] (Ara Llibres)
- 2020 Tot el que hi veig (L'Avenç)

### Infantil i juvenil
- 1992 La senyoreta Dàrlings
- 1996 El mag de frac
- 2003 Gertrudis i els dies
- 2005 Demà anirem al camp, Joan
- 2005 La foto d'en Marçal
- 2005 El diari de la Laia
- 2005 La final d'en Gorka
- 2006 Els somnis de l'Uri
- 2007 La samarreta de la Fatimetu
- 2007 Les galetes del Saló de Te Continental
- 2014 L'illa més ràpida del món

### Teatre
- Si vols viure un gran amor

### Traduccions
- El vigilant en el camp de sègol, de J.D.Salinger, juntament amb Ernest Riera

### Traduccions a altres llengües
- August & Gustau, a l'alemany (A1 Verlag).

### Poesia
- 2020 L'estiuejant (Edicions Vitel·la)

## Premis[calcitació]
- 1983 Premi Just Manuel Casero per El rei del Mambo.
- 1997 Llorenç Villalonga per La millor guerra del món.
- 2006 Premi Serra d'Or de narrativa per Sis Homes.
- 2007 Vaixell de vapor per Les galetes del Saló de Te Continental.
- 2014 Premi de la Crítica Serra d'Or de novel·la, per Climent.